# Raszad al-Alimi
Raszad al-Alimi (ur. 15 stycznia 1954 w al-Amoon w prowincji Taʿizz) – jemeński polityk, minister spraw wewnętrznych (2001–2008), wicepremier Jemenu i przewodniczącego Komitetu Bezpieczeństwa (2006–2011). 
W latach 2014–2022 doradca prezydenta Hadiego. Od 2022 jest przewodniczącym Rady Przywództwa Prezydenckiego.

## Życiorys
Rashad al-Alimi urodził się w Al-Aloom, wiosce w prowincji Ta'izz jako syn sędziego Mohammeda al-Alimiego. W 1969 roku ukończył Gamal Abdel Nasser School w Sanie. 
Uzyskał tytuł licencjata nauk wojskowych w Kuwejckiej Wyższej Szkole Policyjnej (1975) oraz tytuł magistra w tej samej dziedzinie na Uniwersytecie w Sanie (1977). Następnie studiował socjologię na Uniwersytecie Ain Shams w Kairze w latach 1984–1988, gdzie obronił też doktorat.
Od 2015 ze względu na wojnę domową w Jemenie, przebywa w Arabii Saudyjskiej.